# Pono Davis
Kullen Davis (Estados Unidos, 4 de agosto de 1997), más conocido como Pono Davis, es un jugador profesional estadounidense de rugby que se desempeña en la posición de pilar derecho en Houston SaberCats, equipo perteneciente a la liga Major League Rugby.

## Carrera
En 2021, Davis se unió al equipo Houston SaberCats, con el cual disputa su tercera temporada en la Major League Rugby. También fue parte de la Selección de rugby de los Estados Unidos.